# Der Letzte seines Standes?
Der Letzte seines Standes? (bzw. Die Letzte ihres Standes?) war eine Doku-Fernsehreihe des Bayerischen Rundfunks. In dessen Auftrag produzierten mehrere Filmemacher 30-minütige Filmdokumentationen über alte Handwerksberufe bzw. alte Herstellungsverfahren.
Ziel der Sendereihe war es, zum Teil jahrhundertealte Handwerksberufe, die wegen des industriellen Fortschritts vom Aussterben bedroht sind, zu porträtieren. In den einzelnen Dokumentationen wurden Handwerksmeister bei der manuellen Fertigung eines ihrer Zunft entsprechenden Produkts dargestellt. Der Protagonist gibt Auskunft über seine Lehrzeit, sein Arbeitsleben, aber auch über Rezepturen, Handgriffe, Materialien und Techniken der traditionellen Herstellungsweise seines Produktes.
Einige Folgen behandeln allerdings auch Berufe, die strenggenommen nicht dem klassischen Handwerk zuzurechnen sind, sondern erst durch die Industrialisierung entstanden, z. B. der Lokomotivführer oder der Maschinist eines Dampfschiffes.
Der Sprecher der Sendung war Achim Höppner.
Die Filmreihe Die Letzten ihres Handwerks? von dem Verein SchwyzKulturPlus hat dasselbe Konzept wie die Filmreihe Der Letzte seines Standes?. In Kurzfilmen werden alte schweizerische Handwerksberufe aus dem Kanton Schwyz behandelt. Der ursprüngliche Titel dieser Filmreihe war sogar derselbe.

## Episodenliste
| Episode | Titel                                           | Erstausstrahlung   | Regie                              |
| ------- | ----------------------------------------------- | ------------------ | ---------------------------------- |
| 01      | Der Wagner vom Rottal                           | 26. Dezember 1991  | Benedikt Kuby                      |
| 02      | Der Windmüller vom Dieksand                     | 27. Dezember 1991  | Benedikt Kuby                      |
| 03      | Der Schuhmacher aus Altenerding                 | 30. Dezember 1991  | Benedikt Kuby                      |
| 04      | Der Faßbinder aus Sankt Paul                    | 04. Januar 1993    | Benedikt Kuby                      |
| 05      | Der Schmied aus Böhmen                          | 05. Januar 1993    | Benedikt Kuby                      |
| 06      | Der Schriftgießer aus Leipzig                   | 12. April 1993     | Rüdiger Lorenz                     |
| 07      | Die Bergbäuerin vom Ultental                    | 27. Dezember 1993  | Benedikt Kuby                      |
| 08      | Der Dampfschiffmaschinist auf der Elbe          | 28. Dezember 1993  | Rüdiger Lorenz                     |
| 09      | Der Weber von St. Pangratz                      | 30. Dezember 1993  | Benedikt Kuby                      |
| 10      | Der Dampflokomotivführer auf der Brockenbahn    | 27. Dezember 1994  | Benedikt Kuby                      |
| 11      | Der Zinngießer aus Ansbach                      | 05. Januar 1995    | Rüdiger Lorenz                     |
| 12      | Der Sattler aus Engelthal                       | 15. Juni 1995      | Benedikt Kuby                      |
| 13      | Der Drechsler aus Dachau                        | 02. Januar 1996    | Rüdiger Lorenz                     |
| 14      | Der Mollenhauer aus dem Braunschweiger Land     | 03. Januar 1996    | Benedikt Kuby                      |
| 15      | Die Blaudruckerin aus Erfurt                    | 10. Juli 1996      | Anne Wiesigel                      |
| 16      | Der Goldschläger von Schwabach                  | 23. Dezember 1996  | Benedikt Kuby                      |
| 17      | Der Holzrücker vom Grödnertal (1)               | 25. Dezember 1996  | Benedikt Kuby                      |
| 18      | Der Holzrücker vom Grödnertal (2)               | 26. Dezember 1996  | Benedikt Kuby                      |
| 19      | Der Kalkbrenner vom Kochelsee                   | 03. Januar 1997    | Rüdiger Lorenz                     |
| 20      | Der Türmer von Nördlingen                       | 09. September 1997 | Werner Kubny                       |
| 21      | Der Brokatweber von Krefeld                     | 26. Dezember 1997  | Rüdiger Lorenz                     |
| 22      | Der Kupferschmied aus Tirol                     | 27. Dezember 1997  | Benedikt Kuby                      |
| 23      | Der Nagelschmied aus Winterthur                 | 28. Dezember 1997  | Rüdiger Lorenz                     |
| 24      | Der Kupferstecher aus Wien                      | 29. Dezember 1997  | Rüdiger Lorenz                     |
| 25      | Der Feilenhauer aus Muldental                   | 30. Dezember 1997  | Benedikt Kuby                      |
| 26      | Der Glasmaler aus Berlin-Weißensee              | 18. Januar 1998    | Anne Wiesigel                      |
| 27      | Der Stukkateur aus Augsburg                     | 25. Dezember 1998  | Benedikt Kuby                      |
| 28      | Der Brunnenbauer aus Niederbayern               | 26. Dezember 1998  | Benedikt Kuby                      |
| 29      | Der Schleifsteinhauer vom Gosautal              | 01. Januar 1999    | Rüdiger Lorenz                     |
| 30      | Die Kautabakmeisterin von Nordhausen            | 04. Januar 1999    | Rüdiger Lorenz                     |
| 31      | Der Hutmacher aus Osttirol                      | 05. Dezember 1999  | Benedikt Kuby                      |
| 32      | Der Windturmbauer aus Yazd                      | 12. Dezember 1999  | Rüdiger Lorenz                     |
| 33      | Der Weißgerber aus dem thüringischen Mühlhausen | 27. Dezember 1999  | Anne Wiesigel                      |
| 34      | Der Glockengießer von der Eifel                 | 29. Dezember 1999  | Werner Kubny                       |
| 35      | Der Peitschenmacher aus Killer                  | 04. Januar 2000    | Benedikt Kuby                      |
| 36      | Der Pergamenter aus Altenburg                   | 08. Januar 2000    | Anne Wiesigel                      |
| 37      | Der Seiler aus Bichlbach                        | 05. November 2000  | Rüdiger Lorenz                     |
| 38      | Der Turmuhrbauer aus Rothenburg                 | 19. November 2000  | Benedikt Kuby                      |
| 39      | Der Flößer aus Wolfratshausen                   | 26. November 2000  | Rüdiger Lorenz                     |
| 40      | Der Glasmacher aus dem Thüringer Wald           | 03. Dezember 2000  | Benedikt Kuby                      |
| 41      | Der Waaler vom Vinschgau                        | 27. Dezember 2001  | Hermann Feldhoff und Birgit Gehlen |
| 42      | Der Buchbinder von Kloster Reimlingen           | 28. Dezember 2001  | Rüdiger Lorenz                     |
| 43      | Der Bootsbauer von Biebrich                     | 29. Dezember 2001  | Benedikt Kuby                      |
| 44      | Der Xylograph aus Nürnberg                      | 02. Januar 2002    | Rüdiger Lorenz                     |
| 45      | Der Ofenbauer vom Ahrntal                       | 03. Januar 2002    | Benedikt Kuby                      |
| 46      | Der Zapfensteiger vom Thüringer Wald            | 04. Januar 2002    | Anne Wiesigel                      |
| 47      | Der Flußfischer aus Kelheim                     | 22. Juni 2002      | Bernd Strobel                      |
| 48      | Der Erzgießer aus Nürnberg                      | 21. Dezember 2002  | Rüdiger Lorenz                     |
| 49      | Die Marionettenmacherin aus Augsburg            | 22. Dezember 2002  | Rüdiger Lorenz                     |
| 50      | Der Fidelbauer aus Heiligenberg (1)             | 04. Januar 2003    | Benedikt Kuby                      |
| 51      | Der Fidelbauer aus Heiligenberg (2)             | 05. Januar 2003    | Benedikt Kuby                      |
| 52      | Der Blaupließter aus Solingen                   | 05. Januar 2003    | Werner Kubny                       |
| 53      | Der Schlittenbauer aus dem Oberland             | 21. Dezember 2003  | Benedikt Kuby                      |
| 54      | Der Sägemeister vom Gampenpaß                   | 04. Januar 2004    | Rüdiger Lorenz                     |
| 55      | Der Steindrucker aus Erfurt                     | 11. April 2004     | Anne Wiesigel                      |
| 56      | Der Weißbinder vom Unkental                     | 12. April 2004     | Tilman Steiner                     |
| 57      | Der Posamentenmacher aus München                | 25. Dezember 2004  | Rüdiger Lorenz                     |
| 58      | Der Messerschmied aus Görlitz                   | 26. Dezember 2004  | Benedikt Kuby                      |
| 59      | Der Glockenschweißer aus Nördlingen             | 01. Januar 2005    | Anne Wiesigel                      |
| 60      | Der Köhler aus dem Sauerland                    | 02. Januar 2005    | Benedikt Kuby                      |
| 61      | Der Korbflechter aus Winzer                     | 27. März 2005      | Rüdiger Lorenz                     |
| 62      | Der Drehorgelbauer aus Grassau                  | 01. Januar 2006    | Rüdiger Lorenz                     |
| 63      | Der Schriftsetzer von Nördlingen                | 06. Januar 2006    | Rüdiger Lorenz                     |
| 64      | Der Polsterer aus Zolling                       | 01. Januar 2008    | Bernd Strobel                      |
| 65      | Der Strohdachdecker vom Tschögglberg            | 02. Januar 2008    | Rüdiger Lorenz                     |
| 66      | Der Steinhauer aus dem Bergischen Land          | 03. Januar 2008    | Werner Kubny                       |
| 67      | Der Notenstecher von Würzburg                   | 20. März 2008      | Rüdiger Lorenz                     |
| 68      | Der Rheinfischer aus Xanten                     | 22. Mai 2008       | Werner Kubny                       |

Weitere Episoden:
- Isfahan – Kunst und Handwerk in einer Oasenstadt[3]

- Der Fassmacher (Rüdiger Lorenz Filmproduktion, 2012)[4]

- Der Schirmmacher von Baierbrunn (Rüdiger Lorenz Filmproduktion, 2023)[5]

## Auszeichnungen
- Europäischer Fernsehpreis PRIX CEDEFOP, für Bayerisches Fernsehen, Benedikt Kuby (Der Schmied)
- EBU - Award, für Benedikt Kuby (Der Schmied)
- 1. Preis der Deutschen Handwerksfilmtage 1994, für Benedikt Kuby (Der Schmied)
- 2. Preis der Deutschen Handwerksfilmtage 1998 und den 1. Preis für die beste Kamera für Benedikt Kuby und Bernd Strobel (Der Goldschläger)
- Grimmepreis-Nominierung 2005, für die Filmreihe